# Brabantské vévodství
Brabantské vévodství je bývalé vévodství ležící v historickém Nizozemí. Vzniklo v roce 1183 v rámci Svaté říše římské z Brabantského lankrabství, když Fridrich I. Barbarossa povýšil Jindřicha I. Brabantského na vévodu.
Po smrti Filipa I. Brabantského v roce 1430 zdědil Brabantsko Filip III. Dobrý a to se tak spolu s Limburskem a Dolním Lotrinskem stalo součástí Burgundského Nizozemí. Od roku 1482 pak bylo Brabantské vévodství součástí Habsburského Nizozemí. Po nizozemské revoluci na konci 16. století bylo rozděleno – dnes se tak část bývalého brabantského území nalézá v Nizozemsku a část v Belgii.

## Dějiny

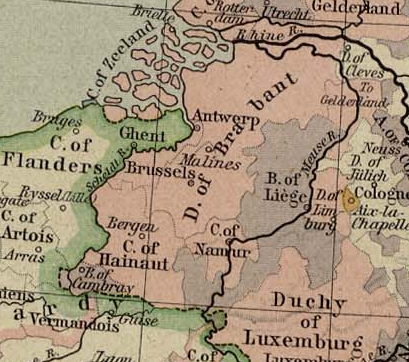
Historická mapa vévodství brabantského (1477)

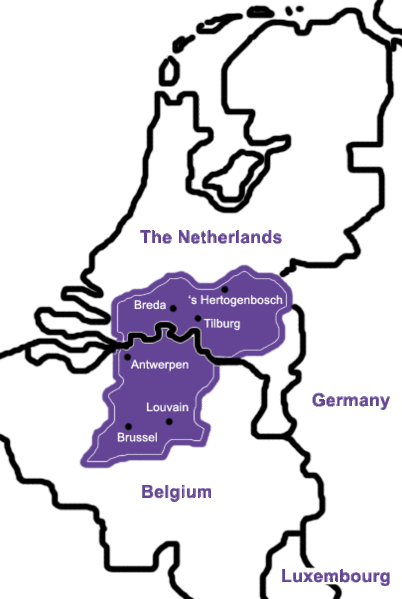
Dnešní stav

Historicky bylo rozděleno na čtyři části, přičemž každá z nich měla vlastní hlavní město. Těmi byly Lovaň, Brusel, Antverpy a 's-Hertogenbosch (před jeho založením byl čtvrtým hlavním městem Tienen).V roce 959 povýšil Ota I. Veliký (912–973) – první císař Svaté říše římské hraběte Godfreye z Jülicha do hodnosti vévody Dolního Lotrinska. V roce 962 se vévodství stalo nedílnou součástí Svaté říše římské, kdy Godfreyovi nástupci, dynastie Ardennes-Verdun ovládli také region Brabant. V roce 1000 se hrabě Lambert I. Lovaňský oženil s Gerberge, dcerou vévody Karla z Dolního Lotrinska, a získal tak region Brusel. Kolem roku 1024 se nejjižnější část Brabantu dostala pod vládu hraběte Reginara V. z Monsu (Bergen, pozdější Henegavsko) a oblasti na západě až k řece Scheldt vládl až do roku 1059 francouzský hrabě Baldwin V. Flanderský. Po smrti hraběte Palatina Hermana II. z Lotharingie v roce 1085 císař Jindřich IV. udělil kraj mezi řekami Dender a Zenne v léno hraběti Jindřichu III. z Lovaně a Bruselu. Asi o sto let později, v roce 1183/1184, císař Fridrich I. Barbarossa formálně založil vévodství Brabant a vytvořil dědičný titul vévoda z Brabantu ve prospěch Jindřicha I. z Brabantu, syna hraběte Godfreyho III. z Lovaně. Přestože původní kraj byl ještě poměrně malý a omezený na území mezi řekami Dender a Zenne, ležícím na západ od Bruselu, od 13. století se název Brabant vztahoval na celé území. Po bitvě u Worringenu v roce 1288 získali vévodové z Brabantu také vévodství Limburg a země Overmaas (trans-Meuse). V 1356 vévoda Jan III. Brabantský podepsal Joyeuse Entrée, listinu důležitou pro města Brabantu. V roce 1430 zdědil Dolní Lotrinsko, Brabantsko a Limburg Filip III. Dobrý a vévodství se stalo součástí burgundského Nizozemí. V roce 1477 se vévodství Brabantské stalo částí Habsburského domu jako součást věna Marie Burgundské. Následující historie Brabantu je součástí historie sedmnácti provincií Habsburského Nizozemska.